# Samora Correia
Samora Correia est une ville et une paroisse civile portugaise de la commune de Benavente. Elle s'étend sur 322,41 km2 et compte 17 100 habitants en 2011, soit une densité de population de 39,8 hab/km².
Elle a été chef-lieu entre 1300 et 1836 avant son intégration dans la commune actuelle. Elle n'avait qu'une paroisse qui possédait, en 1801, 1173 habitants. Le champ de tir de Alcochete est situé majoritairement sur son territoire. Elle est devenue une ville le 12 juin 2009.

## Histoire
L'existence de la ville de Samora Correia dans la commune de Benavente, est documentée depuis le milieu du XIIIe siècle. Petite et isolée, car située sur la rive gauche de l'estuaire du Tage, là où sa largeur atteint 8 km et apparaissent 5 petites iles. Le maquis aride de cette époque, sans les moyens actuels, ne favorisait pas les activités humaines, et servait de refuge et de paradis pour les chasses des nobles.
La grande plaine s'est formée petit à petit, au siècle dernier, grâce aux levées et à la régularisation des estuaires. Sans voies de communication, les routes de terre battue étaient régulièrement coupées par les crues. Donc, il n'y eut pas de grand développement avant la construction du pont à Vila Franca de Xira et des routes vers le reste du pays, la ville bénéficiant alors de la proximité avec Lisbonne.

## Localités
- Porto Alto
- Arados
- Murteira

## Patrimoine
- Église de Nossa Senhora da Oliveira
- Église da Misericórdia de Samora Correia
- Quinta da Murteira
- Quinta de Pancas
- Château de Belmonte
- Réserve Naturelle de l'estuaire du Tage